# 平河出版社
平河出版社（ひらかわしゅっぱんしゃ）は東京都港区にある出版社。阿含宗の関連会社であるため、桐山靖雄の著作を多く出版している。他にも宗教（主に仏教、道教）、哲学、民俗、神秘学などの書籍を中心に出版している。

## 沿革
- 1971年12月22日　創立

## 主な出版物
- 『栂尾コレクション顕密典籍文書集成』（全13巻）
- 『アジア民族写真叢書』